# Ptychadena mascareniensis
Ptychadena mascareniensis (Duméril e Bibron, 1841) è una rana della famiglia Ptychadenidae, diffusa in Africa.

## Descrizione

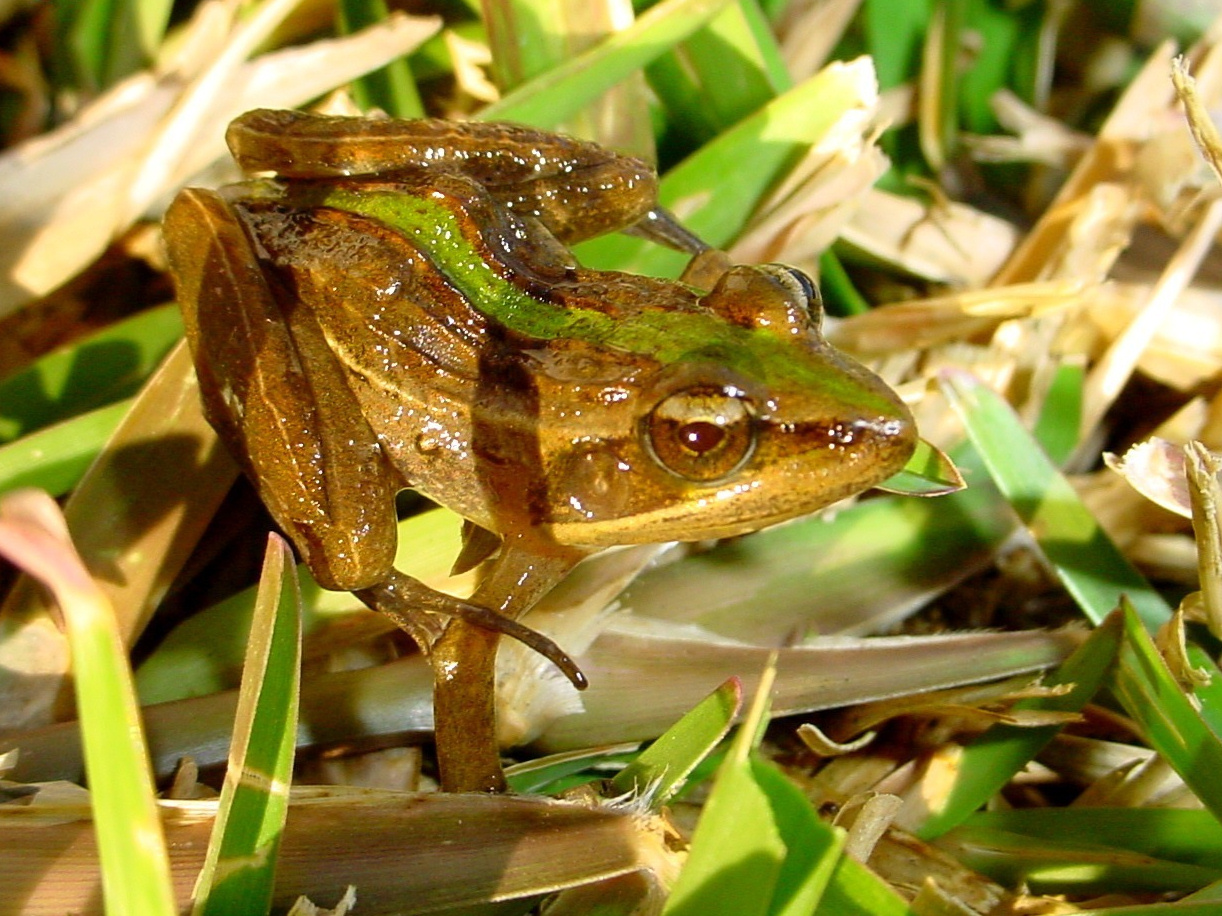

È una rana che può raggiungere una lunghezza di 43-68 mm, con un muso appuntito e delle gambe lunghe, caratterizzata da una serie di salienti creste dorsali. Il dorso ha una colorazione di base marrone con una banda longitudinale vertebrale che si prolunga sino al muso, di colori brillanti, che vanno dal bianco al beige, dal giallo al verde. In alcuni individui la banda longitudinale è assente o appena accennata. La gola può essere screziata di nero. Il ventre è bianco-giallastro.

## Biologia
Questa specie è attiva sia di giorno che di notte.
La sua dieta si basa essenzialmente su piccoli invertebrati terrestri ed acquatici (coleotteri, ortotteri, cicale, libellule, formiche, lepidotteri ma anche girini di anfibi).

## Distribuzione e habitat

È una specie con un areale ampio e parzialmente frammentato che occupa buona parte dell'Africa subsahariana: dalla Mauritania e dal Senegal a est, sino al Sud Sudan e all'Etiopia a ovest; dalla Tanzania meridionale si spinge a sud sino a Sudafrica, Botswana, Namibia e Angola. È ampiamente diffusa in Madagascar ed è presente anche sull'isola di Mafia (Tanzania). Sottopopolazioni introdotte sono note nelle isole Seychelles e nelle isole Mascarene.
Le popolazioni presenti nella regione del Nilo (Egitto e Sudan), in precedenza attribuite a questa specie, sono state successivamente attribuite a Ptychadena nilotica. 
I suoi habitat sono la savana umida e la foresta tropicale.